# English Breakfast

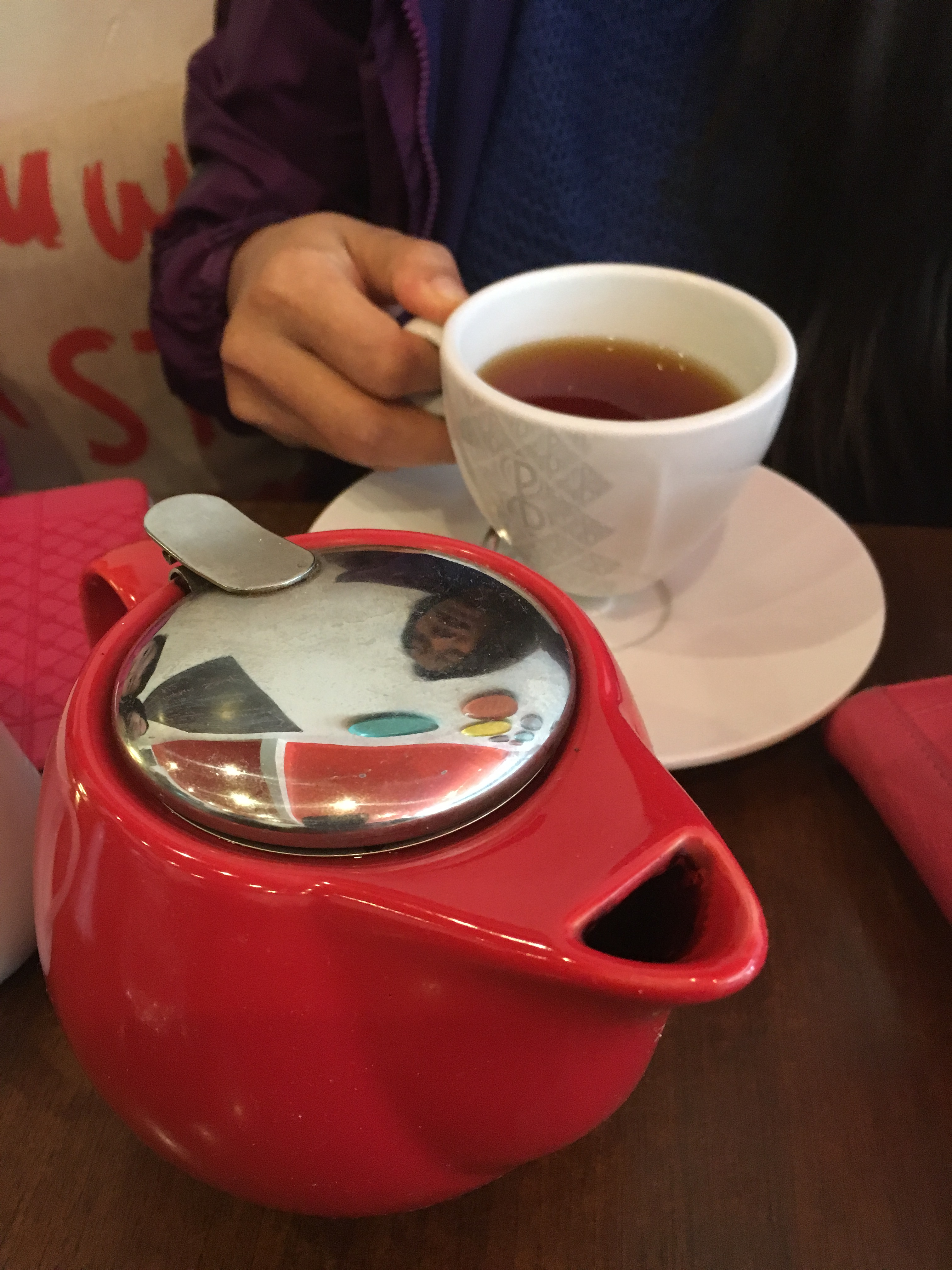

English Breakfast je černý čaj, který bývá obvykle charakterizován jako těžký, zemitý a vydatný čaj, velmi často bývá dochucován mlékem, smetanou a cukrem ve stylu spojovaném s tradiční anglickou snídaní.
Směs English Breakfast bývá míchána z čajů cejlonských, ásámských, případně keňských.